# Demens
Demens (fra latin de- (fra, væk fra) og mens (sind)) er en svækkelse af hjernens kognitive funktioner ud over, hvad der normalt forventes som følge af alderdom. Demens er ikke en sygdom, men  resultatet af sygdom. Der findes mere end 200 forskellige sygdomme, der kan forårsage demens. De hyppigst forekommende er de såkaldte neurodegenerative sygdomme som Alzheimers sygdom, der er årsag til over halvdelen af demenstilfældene. Af andre vigtige demensformer kan nævnes vaskulær demens, der skyldes sygdom i hjernens blodkarsystem. Desuden Lewy body demens og frontotemporal demens, der begge er neurodegenerative. Som sjældnere årsager til demens kan nævnes AIDS, Parkinsons sygdom, Huntingtons sygdom og Creutzfeldt-Jakobs sygdom.
Demens har tidligere været knyttet sammen med begreberne senil eller senilitet, der betyder "gammel", idet man fejlagtigt mente, at demens var en naturlig følge af alderdom. Demens skyldes altid sygdom eller skader i hjernevævet, og selv om høj alder udgør den stærkeste risikofaktor for udvikling af demens, viser alderdomsforskningen, at flertallet af ældre bevarer deres kognitive funktioner og ikke bliver demente. 
De neurodegenerative demenssygdomme udviser markant stigende hyppighed med alderen svarende til at der fra omkring 65-års-alderen sker næsten en fordobling af forekomsten af demens for hvert femte år. Blandt de 65-69 årige får cirka 1,5 % demens. Blandt de 70-74 årige er det cirka 3 %, mens 6 % af de 75-79 årige er demente (Lobo, A. et al. 2000). Den voldsomme stigning ser dog ud til at aftage lidt i de ældre aldersgrupper. Selv blandt personer ældre end 90 år overstiger forekomsten af demens næppe 30 %. Demens forekommer lidt hyppigere blandt kvinder end blandt mænd. Neurodegenerative demenssygdomme forekommer sjældent hos personer yngre end 65 år, men kan dog forekomme allerede fra omkring 40-års-alderen.
I befolkningen er levealderen generelt stigende, hvilket vil ændre alderssammensætningen, når den store efterkrigsgeneration bliver ældre. Dermed vil antallet af demente kunne blive fordoblet inden for de næste 30 år.[kilde mangler]

## Diagnose
Demens er ikke i sig selv en diagnose, men derimod et syndrom, altså en karakteristisk samling af symptomer. Ved diagnosticering vil man derfor først forsøge at konstatere, om der er tale om en demenstilstand. Derefter forsøger man at finde sygdommen, der er årsag til tilstanden.
Demenssyndromet er karakteriseret ved både svækkelse af hukommelsen og svækkelse af yderligere mindst én anden kognitiv funktion (fx dømmekraft, problemløsning eller sprogfærdighed). Den kognitive svækkelse skal have en sværhedsgrad, så den påvirker personens funktionsevne i hverdagen. Betegnelsen demens anvendes ikke, hvis den kognitive svækkelse forekommer i forbindelse med en forbigående svækkelse af bevidstheden. Derudover defineres demens lidt forskelligt inden for de to gældende systemer til sygdomsklassifikation. I Verdenssundhedsorganisationen WHO’s diagnosesystem ICD-10 , der anvendes i Danmark, lægges vægt på, at den kognitive svækkelse skal være ledsaget af forstyrrelser i følelsesliv eller adfærd. Desuden skal tilstanden have en varighed på mindst et halvt år, før en demensdiagnose kan stilles. 
I det amerikanske diagnosesystem DSM-IV-TR  lægges vægt på, at tilstanden skal være udtryk for en forringelse i forhold til det tidligere funktionsniveau, samt at tilstanden ikke skyldes en sindslidelse som depression eller skizofreni.

### Hyppige sygdomme, der forårsager demens
- Alzheimers sygdom.
- Vaskulær demens.
- Fronto-tempral demens.
- Lewy body demens.
- Alkoholrelateret demens.
- Søvnapnøsyndromet

Demens kan også optræde sekundært til andre neurologiske og medicinske sygdomme som:
- Neurologiske: Parkinson, epilepsi, multipel sclerose, Creutzfeldt-Jakobs og hydrocephalus.
- Infektionssygdomme: AIDS, syfilis og hjernebetændelse.
- Kirtel- og stofskiftesygdomme: Myksødem, calciumforstyrrelser, Cushings sygdom, Addison, Wilsons sygdom og leversygdom.

## Behandling
Der findes endnu ingen behandling, der kan kurere demens forårsaget af neurodegenerative sygdomme. Siden slutningen af 1990'erne har man dog anvendt kolinesterase-hæmmere som symptombehandling ved Alzheimers sygdom samt ved Lewy body demens og demens ved Parkinsons sygdom. Hjernens evne til at producere signalstoffet acetylkolin, der ser ud til at have betydning for kognitive funktioner som koncentration og hukommelse, svækkes allerede tidligt i forløbet ved Alzheimers sygdom. Acetylkolin nedbrydes naturligt i hjernens synapser af enzymet acetylkolinesterase. Imidlertid bremses denne nedbrydning af en kolinesterase-hæmmer, hvorved signalstoffet så at sige får forlænget levetid. Behandlingen har ikke indflydelse på den underliggende neurodegenerative sygdomsproces. Dog har den hos omkring to tredjedele af patienter med Alzheimers sygdom en gavnlig, omend midlertidig effekt på kognitive og praktiske funktioner i hverdagen. 
Behandling med kolinesterase-hæmmere virker formentlig bedst ved let og middelsvær demens. Ved middelsvær til svær demens kan man behandle med en såkaldt NMDA-antagonist (N-methyl-D-aspartat), der virker på signalstoffet glutamat. Der foregår en intensiv forskning i sygdomsmekanismerne ved Alzheimers sygdom samt afprøvning af ny lægemidler mod sygdommen, hvilket på længere sigt må forventes at føre til mere effektive behandlingsformer.

## Musikterapi og demens
Demens er en sygdom, som ofte giver nedsat livskvalitet, grundet BPSD-symptomer, mindre selvstændighed, behov for mere udefrakommende hjælp og større risiko for depression. 
For at kunne støtte mennesker med demens og deres pårørende er der kommet alternative behandlingstilgange og metoder, herunder livshistoriearbejde, reminiscens, sanseintegration, musikterapi m.m. 
Musik er for mange mennesker en betydningsfuld del af hverdagen. Derfor kan det være et yderst relevant værktøj for en ergoterapeut at benytte i en intervention, evt. i samarbejde med en musikterapeut. 

### Musikterapi
Musikterapi er en behandlingsform, hvor man anvender musik i relation med individer og grupper. Behandlingen sigter mod at reducere angst og forbedre klientens kommunikation, sociale relationer, læring, selvindsigt og -udtryk med henblik på bedre fysisk, psykisk og social integration. 

### Musikterapi og fysiologien
Ifølge Aalborg universitet har en lang række undersøgelser en positiv effekt på demens. Aalborg universitet mener at musikterapi kan genkalde erindringer og reducere både uro og angst hos dement ramte, ved at lytte til musik, synge og bevæge sig.
Lyden i omgivelsernes modificeres i mellemøret, inden de føres til øresneglen hvor de lysfølsomme sanseceller befinder sig i det indre øre.
Stimuli af høresansen også kaldt den auditive sans, kan påvirke ens arousal, hurtige rytmer er tilknyttet aktivering og anspændthed, hvorimod rolig musik har modsatte effekt. 
I sociale sammenhæng er den auditive sans central, den kan give en fællesskabsfølelse.

### Effekten af musikterapi på folk med demens
Ifølge studiet “Comparing the effects of different individualized music interventions for elderly individuals with severe dementia” kan både passiv og aktiv musik intervention have beroligende, samt stressreducerende effekt på folk med demens. Dette er konkluderet ved sammenligning af hjerterytme før og efter musikterapien, samt brug af “face-scales”-undersøgelsesredskab, der fortæller omkring personers sindstilstand. Endvidere fortæller artiklerne om at musikterapi kan have mildnende effekt på BPSD-symptomer. Dette har dog ikke en dokumenteret langvarig effekt, hvorfor de i studie indikerer, at man skal fortsætte musik intervention kontinuerligt for at opnå effekt. Ydermere viste deres resultater på aktiv musik intervention, at det havde en gendannende effekt på patienternes kognitive og emotionelle funktioner, hvilket muligvis vil være behjælpelig for deltagernes relation til andre mennesker. 
Et andet studie “Individual music therapy for agitation in dementia: an exploratory randomized controlled trial” er et studie med 42 deltager, det er et crossover-forsøg med musikterapi og almindelig pleje over 6 uger. I studiet undersøges musikterapiens effekt på agitation hos demente borger på plejehjem, desuden undersøges dens virkning på psykoterapi medicin og livskvalitet. Musikterapien havde en positiv effekt på borgernes medicinforbrug og agitation, hvorimod det blev forværret under standardpleje, hvor antallet af recepter på medicin steg.  

## Omsorg og pleje
Danmark fik i 2010 en national handlingsplan for demensindsatsen, der sætter fokus på syv indsatsområder: Organisering og samarbejde, diagnosticering, den socialfaglige indsats, jura og demens, pårørende-samarbejde, uddannelse og forskning samt oplysning. Til grund for handlingsplanen ligger en omfattende kortlægning af demensindsatsen. Herunder pleje af og omsorg for demente på landets plejehjem, ældrecentre og i hjemmeplejen. 
I 2011 skønnede man, at var 80.000 mennesker med demens i Danmark. Dette antal kan fordobles inden for 25-30 år.
Pleje og omsorg får med handleplanen øget opmærksomhed. Fagligt er det vigtigt, at medarbejdere på sygehuse, i kommuner og almen praksis kan håndtere de demente, da demenssygdom stiller særlige krav til såvel behandling som pleje.
I de seneste 10 år er man inden for pleje og omsorg begyndt at inddrage eksempelvis Marte Meo, sang, musik og erindringer. Marte Meo-metoden anvendes i 36 kommuner (2010) inden for omsorg og pleje af demente. 
Erfaringer er positive fx reducerede plejehjemmet Lindegården i Herning antallet af trusler og vold fra 186 episoder årligt i 1999 og 2000 til ganske få episoder, efter man havde implementeret Marte Meo.
Også erindringskasser har vist sig at have en god effekt. Dansk Center for Reminiscens anvender gamle, historiske genstande til at vække og stimulere minder hos den ældre. Ofte oplever man, at personer med demens måske ikke umiddelbart kan berette om deres liv. Her kan genkendelige genstande være et godt redskab til at finde nye indgange, der vækker associationer til fortiden. En erindringskasse, er en mindre kuffert eller kasse med 30 til 40 forskellige ting samlet efter temaer.